# 연애레볼루션 21
연애레볼루션 21(恋愛レボリューション21 렝아이 레보류우숀 니쥬우이치[*], Ren'ai Revolution 21)은 2000년 12월 13일에 출시된 모닝구무스메의 열한 번째 싱글로, 약칭은 렌레보(恋レボ)이다.

## 개요
나카자와 유코의 마지막 참가 싱글이다.

## 수록곡
1. 恋愛レボリューション21
작사, 작곡 : 층쿠 / 편곡 : 댄스☆맨
2. インスピレーション!
작사, 작곡 : 층쿠 / 편곡 : 스즈키 슌스케 / 플러스 어렌지 : 고바야시 마사히로
3. 恋愛レボリューション21 (Instrumental)

## 참여 뮤지션
※괄호는 트랙 번호
- 댄스☆맨&THE BAND☆MAN (1)
  - HYU HYU - 드럼
  - TOCA - 베이스
  - JUMP MAN - 기타
  - WATA-BOO - 키보드
  - STAGE CHAKKA MAN - 퍼커션
  - D.J.ICHIRO - 턴테이블
  - 댄스☆맨 - 스페이시 페이크
- U.M.E.D.Y. - 랩, 목소리
- 층쿠 - 코러스 (1, 2), 펑키 보이스 (2)
- 스즈키 슌스케 - 기타, 프로그래밍, Talker (2)
- 사노 야스오 - 드럼 (2)
- 고마쓰 히데유키 - 베이스 (2)
- 사카이 히데아키 - 퍼커션 (2)
- 고바야시 마사히로 - 드럼 (2)
- 고바야시 훗시 - 트럼펫 (2)
- 사와노 히로노리 - 트럼펫 (2)
- 가와이 와카바 - 트럼본 (2)
- 오리타 고지 - 색소폰 (2)
- 하시모토 신 - Talker (2)

## 차트
- 밀리언 (일본 레코드 협회)
- 주간최고순위 2위 (오리콘 차트)
- 2001년연간순위 5위 (오리콘 차트)

## 현영의 커버 싱글
대한민국에서는 현영이 《연애혁명》이라는 제목으로 커버하였으며, 2007년 5월 23일에 디지털 싱글이 출시되었다.